# فاستاثون
فاستاثون (بالإنجليزية: Fast-A-Thon)‏ هو حدث يقام في خلال شهر رمضان في حرم جامعات أمريكا الشمالية، ومنها كندا.
والهدف منه نشر الوعي تجاه قضايا الجوع، وكذلك المعرفة بأسلوب الحياة الإسلامي وطرق عيش المسلمين.